# Dan Tangnes
Dan Tangnes, född 3 mars 1979 i Norge, är en norsk före detta ishockeyspelare. Tangnes är före detta  huvudtränare för Linköpings HC i SHL.

## Karriär
Under sin spelarkarriär spelade Tangnes i norska U18, Rögles J20, Norges U20, Rögle i division 1, Gislaveds SK, Lillehammer samt Jonstorps IF. Dan Tangnes började som juniortränare i Rögle BK 2009. Säsongen 2011/2012 tog Tangnes över Rögles A-lag, då Björn Hellkvist var tvungen att sluta som tränare. Samma säsong tog Rögle BK, med Tangnes i spetsen, klivet upp i Elitserien. Laget fick det dock tufft och i januari 2013, när Rögle låg klart sist i tabellen, petades Tangnes från huvudtränarskapet och fick istället rollen som assisterande tränare bakom Janne Karlsson. Säsongen slutade med att Rögle åkte ur Elitserien, varpå Janne Karlsson lämnade klubben och Tangnes återinträdde som huvudtränare.
Säsongen 2014-2015 inledde Tangnes som assisterande tränare i Linköpings HC men tog senare under säsongen över som huvudtränare. Den 17 april 2015 skrev Tangnes på ett treårigt avtal som huvudtränare för LHC. Tangnes assisteras i LHC av Tomas Montén och Klas Östman.